# Karl-Heinz Ohlig
Karl-Heinz Ohlig, né le 15 septembre 1938 à Coblence (Rhénanie-Palatinat) et mort le 14 janvier 2024 à Sarrebruck (Sarre), est un savant allemand spécialiste de l'étude textuelle du Coran. Il est professeur de sciences des religions et d’histoire du christianisme à l’Université de la Sarre.

## Publications
- Christologie - Tome 1, Des origines à l'antiquité tardive, 1996[3]
- Christologie - Tome 2, Du Moyen Age à l'époque contemporaine, 1999[4]
- Die dunklen Anfange. Neue Forschungen zur Entstehung und frühen Geschichte des Islam ("Les débuts sombres : de nouvelles recherches sur l’origine et les débuts de l’histoire de l’Islam"), avec Gerd-Rüdiger Puin, Hans Schiller Verlag, 2005.
- The Hidden Origins Of Islam, 2010
- Early Islam: A Historical-Critical Reconstruction on the Basis of Contemporary Sources. Amherst, NY: Prometheus Books, 2013[5]